# 道格拉斯·莱纳特

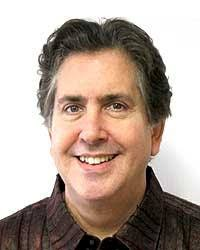
道格拉斯·萊納特

道格拉斯·莱纳特（英語：Douglas Lenat，1950年—2023年8月31日），美国计算机科学家，出生于费城。12岁丧父的道格拉斯苦于钻研科学，1967年参加了国际科学大赛。1968年，莱纳特进入宾夕法尼亚大学，一开始喜欢数学和物理，1971年进入了人工智能领域。1972年获数学和物理学学士学位、应用数学硕士学位，之后到加州理工学院攻读博士学位，之后转到斯坦福大学投入计算机科学方面的工作。莱纳特的著名成就是设计“EURISKO”软件，这种软件能够自动修改存储内容和规则。